# Alameda (Kalifornien)
Alameda ist eine Stadt im Alameda County im US-Bundesstaat Kalifornien mit 78.280 Einwohnern (Stand: 2020). Das Stadtgebiet umfasst eine Fläche von 59,5 km². Die Stadt liegt größtenteils auf der Insel Alameda am Ostufer der San Francisco Bay zwischen Oakland im Nordwesten und San Leandro im Südosten. Sie gehört zur Metropolregion San Francisco Bay Area. Zum Stadtgebiet gehört ein Teil der Bay Farm Island sowie die künstliche Insel Coast Guard Island, die öffentlich aber nicht zugänglich ist.

## Demographie
Die Volkszählung von 2010 ergab eine Bevölkerung von 73.812. Damit nahm die städtische Einwohnerzahl um rund 1500 binnen eines Jahrzehnts zu. Die Volkszählung von 2000 hatte eine Einwohnerzahl von 72.259 ergeben. Knapp die Hälfte der Einwohner sind europäischstämmige Weiße, die damit die relative Mehrheit der Bevölkerung stellen. Mit einem Anteil von 30 Prozent sind Asiaten überdurchschnittlich stark im Vergleich zu Kalifornien oder den ganzen USA vertreten. Latinos machen nur elf Prozent der Bewohner aus, was unter dem kalifornischen Mittelwert liegt. Mit etwas über sechs Prozent sind Afroamerikaner eine Minderheit. Nach Angaben der Volkszählung 2010 existierten 30.123 Haushalte in Alameda. Auf 100 Frauen kamen 88,5 Männer, während das Medianalter der städtischen Bevölkerung bei 40,7 Jahren lag.

## Städtepartnerschaften
Partnerstädte von Alameda sind:
- Jiangyin, China (2008)
- Dumaguete, Philippinen (2015)
- Yeongdong-gun, Südkorea (2017)
- Varazze Italien (2019)

Zusätzlich ist die Stadt Wuxi in der Volksrepublik China eine Friendship City von Alameda.
Darüber hinaus hat Alameda noch inaktive Städtepartnerschaften mit Lidingö in Schweden (seit 1959) und Arita in Japan (seit 1958).

## Sonstiges
Am 9. Juli 1922 stellte der Sportler und spätere Schauspieler Johnny Weissmüller in Alameda in genau 58,6 Sekunden einen neuen Weltrekord im Schwimmen über 100 Meter auf.
In Almeda befand sich bis 1997 die Naval Air Station Alameda. Auf dem Gelände der ehemaligen Naval Air Station Alameda kann die Hornet, ein Flugzeugträger der US-Marine, als Museumsschiff besichtigt werden. Weltweite Bekanntheit erlangte das Schiff im Jahr 1969, als es die im Meer gelandeten Astronauten der ersten Mondmission Apollo 11 und kurze Zeit später die Besatzung der Apollo-12-Mission an Bord nahm.
|  |  |

KREV ist eine Top-40-Musik-Station.
Das Pacific Pinball Museum zeigt die Geschichte der Flipperautomaten bis ins Jahr 1879 zurück.
Das Hotel Croll Building gilt als bedeutsames, schützenswertes historisches Wahrzeichen.

## Söhne und Töchter der Stadt
- Joseph R. Knowland (1873–1966), Politiker
- Hans Sÿz (1891–1954), Schweizer Tennisspieler
- James Harold Doolittle (1896–1993), wurde bekannt durch den Doolittle Raid, einen frühen Luftangriff auf Tokio während des Pazifikkriegs
- Horace Heidt (1901–1986), Big-Band Leader, Pianist und Entertainer
- Lester Kruger Born (1903–1969), Archivar und Historiker
- Francis Frederick (1907–1968), Ruderer
- William F. Knowland (1908–1974), Politiker
- Leif Erickson (1911–1986), Schauspieler
- Carl Jefferson (1919–1995), Jazz-Produzent
- Yoshiko Uchida (1921–1992), Schriftstellerin
- Kenneth Franklin (1923–2007), Astronom
- Alexander Shulgin (1925–2014), Chemiker und Pharmakologe
- Lindsey Lee Ginter (1950–2024), Schauspieler und Regisseur
- John Vickery (* 1950), Schauspieler
- Larry Eustachy (* 1955), Basketballtrainer
- Ethan Van der Ryn (* 1962), Tontechniker
- Garret Dillahunt (* 1964), Film- und Theaterschauspieler
- Eric Peterson (* 1964), Gitarrist
- Jennifer Tung (* 1973), Schauspielerin, Filmproduzentin und Stuntfrau
- Jasmin Savoy Brown (* 1994), Schauspielerin
- Aaron Banks (* 1997), American-Football-Spieler
- Cooper Teare (* 1999), Leichtathlet